# Bilbil żółtawy
Bilbil żółtawy (Pycnonotus flavescens) – gatunek średniej wielkości ptaka z rodziny bilbili (Pycnonotidae). Występuje w południowo-wschodniej Azji – w Bangladeszu, Mjanmie, Tajlandii, Laosie, Indiach, Wietnamie i Chinach. Nie jest zagrożony wyginięciem.

## Podgatunki i zasięg występowania
Wyróżnia się trzy podgatunki Pycnonotus flavescens:
- P. flavescens flavescens – północno-wschodnie Indie, północno-wschodni Bangladesz i zachodnia Mjanma;
- P. flavescens vividus – północno-wschodnia Mjanma, południowe Chiny, Tajlandia i północne Indochiny;
- P. flavescens sordidus – południowe Indochiny.

Za podgatunek biblila żółtawego był uznawany także bilbil jasnolicy (P. leucops) z północnego Borneo, ale okazał się on bliżej spokrewniony z bilbilem złotobrewym (P. bimaculatus) i bilbilem krótkodziobym (P. snouckaerti) i został podniesiony do rangi osobnego gatunku.

## Morfologia
Długość ciała 21,5–22,0 cm; masa ciała 27,1–35,0 g. Obie płcie są do siebie podobne.

## Biotop
Gatunek ten preferuje siedliska na skrajach lasów i polanach w górskich i podgórskich wiecznie zielonych lasach liściastych z licznymi zaroślami. Można go też spotkać w lasach wtórnych, zaroślach, na łąkach, opuszczonych uprawach i innych obszarach zmodyfikowanych przez człowieka. Zwykle występuje w przedziale wysokości 800–2100 m n.p.m., choć bywa także spotykany niżej (do 600 m) i wyżej (do 3500 m).

## Status
Międzynarodowa Unia Ochrony Przyrody (IUCN) uznaje bilbila żółtawego za gatunek najmniejszej troski (LC – least concern). Liczebność populacji nie została oszacowana, aczkolwiek ptak ten opisywany jest jako lokalnie bardzo liczny. Ze względu na brak istotnych zagrożeń i dowodów na spadki liczebności organizacja BirdLife International ocenia trend liczebności populacji jako prawdopodobnie stabilny.